# Sapranthus microcarpus
Sapranthus microcarpus (Donn.Sm.) R.E.Fr. – gatunek rośliny z rodziny flaszowcowatych (Annonaceae Juss.). Występuje naturalnie na obszarze od Meksyku aż po Kostarykę. 

## Morfologia
PokrójZimozielone drzewo lub krzew dorastające do 2–6 m wysokości.
LiścieMają podłużny lub odwrotnie owalny kształt. Mierzą 6–10 cm długości. Liść na brzegu jest całobrzegi. Wierzchołek jest spiczasty lub tępy.
KwiatySą pojedyncze. Rozwijają się w kątach pędów. Płatki mają podłużny kształt. Mają żółtą barwę. Dorastają do 15–20 mm długości.

## Biologia i ekologia
Rośnie w lasach i zaroślach. Występuje na wysokości do 1100 m n.p.m.